# 후안 우르키수
후안 호세 우르키수 수사에타(스페인어: Juan José Urquizu Sustaeta; 1901년 6월 24일, 바스크 주 온다로아 ~ 1982년 11월 22일, 바스크 주 온다로아)는 스페인의 전 축구 선수이자 감독이다.

## 경력
바스크 주 비스카이아 도 온다로아 출신인 우르키수는 오사수나, 레알 마드리드, 아틀레틱 빌바오, 그리고 바라칼도에서 수비수로 활약하였다. 그는 1929년에 스페인 국가대표팀 경기에 1번 출전하기도 했다.
그는 아틀레틱 빌바오, 바라칼도, 오비에도, 무르시아, 레반테, 오우렌세, 그리고 알라베스를 지도했다. 그는 선수로서 감독으로서 모두 아틀레틱 빌바오 소속으로 라 리가와 코파 델 레이를 모두 석권했다.

## 사생활
그의 아들 루이스도 축구선수였다. 둘은 안데르 가리타노와 가이스카 가리타노의 친척으로, 후자 또한 아틀레틱 빌바오의 지휘봉을 잡았다.